# Feliciano Rivilla
Feliciano Muñoz Rivilla (Ávila, 1936. augusztus 21. – 2017. november 6.) Európa-bajnok spanyol válogatott labdarúgó.
A spanyol válogatott tagjaként részt vett az 1962-es és az az 1966-os világbajnokságon, illetve az 1964-es Európa-bajnokságon.

## Sikerei, díjai
Atlético Madrid
- Kupagyőztesek Európa-kupája (1): 1961–62
- Spanyol bajnok (1): 1965–66
- Spanyol kupa (3): 1959–60, 1960–61, 1964–65

Spanyolország
- Európa-bajnok (1): 1964